# Vladimir Kliciko
Vladimir Vladimirovici Kliciko (ucr.: Володимир Володимирович Кличко) (n. 25 martie 1976, Semipalatinsk, RSS Kazahă, URSS) este un fost boxer ucrainean profesionist. El este fost campion mondial la categoria grea, deținând titlurile WBA, IBF și WBO (de două ori); pe lângă asta, el a deținut și titlurile IBO, Ring Magazine și Lineal la categoria grea. Un boxer strategic și cu o tactică desăvârșită, Wladimir Klitschko este considerat unul dintre cei mai buni boxeri ai tuturor timpurilor, fiind de asemenea considerat unul dintre cei cu cea mai puternică lovitură de knockout din istorie. Jab-ul puternic, directa de dreapta și croșeul de stânga fiind cele mai formidabile arme ale sale.
Ca amator, Klitschko a reprezentat Ucraina la Jocurile Olimpice din 1996, unde a câștigat medalia de aur la categoria super grea. În același an trece la profesioniști, iar în anul 2000 îl învinge pe Chris Byrd și câștigă titlul WBO la categoria grea. Prima domnie a lui Klitschko în postura de campion a luat sfârșit în anul 2003, cand pierde prin knockout în fața lui Corrie Sanders, iar în 2004 este făcut din nou knockout de Lamon Brewster. În acel an, Klitschko îl angajează ca antrenor pe Emanuel Steward, parteneriat care a durat 8 ani, până în 2012, când acesta moare. Steward a fost acreditat pentru transformarea lui Wladimir Klitschko dintr-un boxer agresiv într-unul mai defensiv și tactic, la fel cum a făcut cu Lennox Lewis din 1995 până în 2003.
În anul 2006, Klitschko câștigă titlurile IBF și IBO, după ce îl învinge din nou pe Chris Byrd. În 2008, Wladimir îl învinge pe Sultan Ibragimov, neînfrânt până atunci, și câștigă titlul WBO.  În anul 2009, prin victoria în fața lui Ruslan Chagaev, Klitschko primește și titlurile Ring și Lineal, iar în 2011, îl învinge pe David Haye, pentru titlul WBA. Singurul titlul lipsă din palmaresul lui Wladimir Klitschko a fost WBC, care a fost deținut de fratele său mai mare, Vitali Klitschko, de două ori, din 2004 până în 2005, și din 2008 până în 2013. Până la înfrângerea lui Wladimir Klitschko în 2015, de către Tyson Fury, într-un meci decis la puncte, el a fost recunoscut drept campion și de Transnational Boxing Rankings Board, în timp ce WBA i-a acordat distincția de Super Campion.
Klitschko a devenit al doilea cel mai longeviv campion din istoria boxului, fiind campion timp de 9 ani, 7 luni și 7 zile, fiind întrecut doar de Joe Louis. De asemenea, Wladimir deține recordul de cele mai multe apărări ale titlurilor câștigate, meciuri un număr de 23. Este întrecut doar de Joe Louis, care are 25, și este în fața lui Larry Holmes ( 20) și Muhammad Ali (19). Pe 14 septembrie 2015, BoxRec îl numește pe Klitschko drept cel mai bun boxer din lume. Klitschko a avut 29 de meciuri pentru titluri, mai multe decât orice campion la categoria grea, din toate timpurile. El deține de asemenea recordul pentru învingerea celor mai mulți boxeri care erau neînfrânți până în acel moment, și anume 12. Mai mult de atât, Klitschko a învins 10 foști sau actuali campioni mondiali la categoria grea.
Fratele mai mare, Vitali Klitschko este și el un fost campion la categoria grea, deținând titlurile WBC, WBO și The Ring. Din 2006 până în 2015, Wladimir și Vitali au dominat lumea boxului, această perioadă fiind cunoscută drept ''Era Klitschko''.

## Date biografice
Wladimir Klitschko este fiul unui ofițer ucrainean din armata sovietică și a unei pedagoge. Ca și fratele său mai în vârstă Vitali Kliciko, a studiat și el la Institul de Educație Fizică și Sport „Hryhorij Skoworoda“ în Pereiaslav-Hmelnițki, (Ucraina) pe care o termină în anul 2001. Între anii 1996 - 1998 a fost căsătorit cu Alexandra Kliciko, în ianuarie 2010 a confirmat realația intimă pe care o are cu actrița americană Hayden Panettiere. Vladimir în timpul liber are ca hobby șahul.

## Rezultate în boxul profesionist
| Nmr. | Rez.       | Rezultat general | Adversar            | Tip | Runda, timp   | Data               | Locația                                             | Note                                                                                               |
| ---- | ---------- | ---------------- | ------------------- | --- | ------------- | ------------------ | --------------------------------------------------- | -------------------------------------------------------------------------------------------------- |
| 69   | Înfrângere | 64–5             | Anthony Joshua      | TKO | 11 (12), 2:25 | 29 aprilie 2017    | Wembley Stadium, Londra, Anglia                     | For IBF, vacant WBA (Super) and IBO heavyweight titles                                             |
| 68   | Înfrângere | 64–4             | Tyson Fury          | UD  | 12            | 28 noiembrie 2015  | Esprit Arena, Düsseldorf, Germania                  | Lost WBA (Super), IBF, WBO, IBO, The Ring, and lineal heavyweight titles                           |
| 67   | Victorie   | 64–3             | Bryant Jennings     | UD  | 12            | 25 aprilie 2015    | Madison Square Garden, New York City, New York, SUA | Retained WBA (Super), IBF, WBO, IBO, The Ring, and lineal heavyweight titles                       |
| 66   | Victorie   | 63–3             | Kubrat Pulev        | KO  | 5 (12), 2:11  | 15 noiembrie 2014  | O2 World, Hamburg, Germania                         | Retained WBA (Super), IBF, WBO, IBO, The Ring, and lineal heavyweight titles                       |
| 65   | Victorie   | 62–3             | Alex Leapai         | TKO | 5 (12), 2:05  | 26 aprilie 2014    | König Pilsener Arena, Oberhausen, Germania          | Retained WBA (Super), IBF, WBO, IBO, The Ring, and lineal heavyweight titles                       |
| 64   | Victorie   | 61–3             | Alexander Povetkin  | UD  | 12            | 5 octombrie 2013   | Olympic Stadium, Moscova, Rusia                     | Retained WBA (Super), IBF, WBO, IBO, The Ring, and lineal heavyweight titles                       |
| 63   | Victorie   | 60–3             | Francesco Pianeta   | TKO | 6 (12), 2:52  | 4 mai 2013         | SAP Arena, Mannheim, Germania                       | Retained WBA (Super), IBF, WBO, IBO, The Ring, and lineal heavyweight titles                       |
| 62   | Victorie   | 59–3             | Mariusz Wach        | UD  | 12            | 10 noiembrie 2012  | O2 World, Hamburg, Germania                         | Retained WBA (Super), IBF, WBO, IBO, The Ring, and lineal heavyweight titles                       |
| 61   | Victorie   | 58–3             | Tony Thompson       | TKO | 6 (12), 1:12  | 7 iulie 2012       | Stade de Suisse, Berna, Elveția                     | Retained WBA (Super), IBF, WBO, IBO, The Ring, and lineal heavyweight titles                       |
| 60   | Victorie   | 57–3             | Jean-Marc Mormeck   | KO  | 4 (12), 1:12  | 3 martie 2012      | Esprit Arena, Düsseldorf, Germania                  | Retained WBA (Super), IBF, WBO, IBO, The Ring, and lineal heavyweight titles                       |
| 59   | Victorie   | 56–3             | David Haye          | UD  | 12            | 2 iulie 2011       | Imtech Arena, Hamburg, Germania                     | Retained IBF, WBO, IBO, The Ring, and lineal heavyweight titles; Won WBA (Super) heavyweight title |
| 58   | Victorie   | 55–3             | Samuel Peter        | KO  | 10 (12), 1:22 | 11 septembrie 2010 | Commerzbank-Arena, Frankfurt, Germania              | Retained IBF, WBO, IBO, The Ring, and lineal heavyweight titles                                    |
| 57   | Victorie   | 54–3             | Eddie Chambers      | KO  | 12 (12), 2:55 | 20 martie 2010     | Esprit Arena, Düsseldorf, Germania                  | Retained IBF, WBO, IBO, The Ring, and lineal heavyweight titles                                    |
| 56   | Victorie   | 53–3             | Ruslan Chagaev      | RTD | 9 (12), 3:00  | 20 iunie 2009      | Veltins-Arena, Gelsenkirchen, Germania              | Retained IBF, WBO, and IBO heavyweight titles; Won vacant The Ring and lineal heavyweight titles   |
| 55   | Victorie   | 52–3             | Hasim Rahman        | TKO | 7 (12), 0:44  | 13 Dec 2008        | SAP Arena, Mannheim, Germania                       | Retained IBF, WBO, and IBO heavyweight titles                                                      |
| 54   | Victorie   | 51–3             | Tony Thompson       | KO  | 11 (12), 1:38 | 12 Jul 2008        | Color Line Arena, Hamburg, Germania                 | Retained IBF, WBO, and IBO heavyweight titles                                                      |
| 53   | Victorie   | 50–3             | Sultan Ibragimov    | UD  | 12            | 23 Feb 2008        | Madison Square Garden, New York City, New York, SUA | Retained IBF and IBO heavyweight titles; Won WBO heavyweight title                                 |
| 52   | Victorie   | 49–3             | Lamon Brewster      | RTD | 6 (12), 3:00  | 7 Jul 2007         | Kölnarena, Köln, Germania                           | Retained IBF and IBO heavyweight titles                                                            |
| 51   | Victorie   | 48–3             | Ray Austin          | KO  | 2 (12), 1:23  | 10 Mar 2007        | SAP Arena, Mannheim, Germania                       | Retained IBF and IBO heavyweight titles                                                            |
| 50   | Victorie   | 47–3             | Calvin Brock        | TKO | 7 (12), 2:10  | 11 Nov 2006        | Madison Square Garden, New York City, New York, SUA | Retained IBF and IBO heavyweight titles                                                            |
| 49   | Victorie   | 46–3             | Chris Byrd          | TKO | 7 (12), 0:41  | 22 Apr 2006        | SAP Arena, Mannheim, Germania                       | Won IBF and vacant IBO heavyweight titles                                                          |
| 48   | Victorie   | 45–3             | Samuel Peter        | UD  | 12            | 24 Sep 2005        | Boardwalk Hall, Atlantic City, New Jersey, SUA      | Won NABF and vacant WBO–NABO heavyweight titles                                                    |
| 47   | Victorie   | 44–3             | Eliseo Castillo     | TKO | 4 (10), 2:51  | 23 Apr 2005        | Westfalenhallen, Dortmund, Germania                 | |
| 46   | Victorie   | 43–3             | DaVarryl Williamson | TD  | 5 (10), 3:00  | 2 Oct 2004         | Caesars Palace, Paradise, Nevada, SUA               | Split TD after Klitschko was cut from an accidental head clash                                     |
| 45   | Înfrângere | 42–3             | Lamon Brewster      | TKO | 5 (12), 3:00  | 10 Apr 2004        | Mandalay Bay Events Center, Paradise, Nevada, SUA   | For vacant WBO heavyweight title                                                                   |
| 44   | Victorie   | 42–2             | Danell Nicholson    | TKO | 4 (12), 1:44  | 20 Dec 2003        | Ostseehalle, Kiel, Germania                         | Retained WBA Inter-Continental heavyweight title                                                   |
| 43   | Victorie   | 41–2             | Fabio Eduardo Moli  | KO  | 1 (12), 1:49  | 30 Aug 2003        | Olympiahalle, München, Germania                     | Won vacant WBA Inter-Continental heavyweight title                                                 |
| 42   | Înfrângere | 40–2             | Corrie Sanders      | TKO | 2 (12), 0:27  | 8 Mar 2003         | Preussag Arena, Hanover, Germania                   | Lost WBO heavyweight title                                                                         |
| 41   | Victorie   | 40–1             | Jameel McCline      | RTD | 10 (12), 3:00 | 7 Dec 2002         | Mandalay Bay Events Center, Paradise, Nevada, SUA   | Retained WBO heavyweight title                                                                     |
| 40   | Victorie   | 39–1             | Ray Mercer          | TKO | 6 (12), 1:08  | 29 Jun 2002        | Etess Arena, Atlantic City, New Jersey, SUA         | Retained WBO heavyweight title                                                                     |
| 39   | Victorie   | 38–1             | Francois Botha      | TKO | 8 (12), 0:47  | 16 Mar 2002        | Hanns-Martin-Schleyer-Halle, Stuttgart, Germania    | Retained WBO heavyweight title                                                                     |
| 38   | Victorie   | 37–1             | Charles Shufford    | TKO | 6 (12), 2:55  | 4 Aug 2001         | Mandalay Bay Events Center, Paradise, Nevada, SUA   | Retained WBO heavyweight title                                                                     |
| 37   | Victorie   | 36–1             | Derrick Jefferson   | TKO | 2 (12), 2:09  | 24 Mar 2001        | Rudi-Sedlmayer-Halle, München, Germania             | Retained WBO heavyweight title                                                                     |
| 36   | Victorie   | 35–1             | Chris Byrd          | UD  | 12            | 14 Oct 2000        | Kölnarena, Köln, Germania                           | Won WBO heavyweight title                                                                          |
| 35   | Victorie   | 34–1             | Monte Barrett       | TKO | 7 (10), 2:40  | 15 Jul 2000        | London Arena, Londra, Anglia                        | |
| 34   | Victorie   | 33–1             | David Bostice       | TKO | 2 (12), 1:27  | 29 Apr 2000        | Madison Square Garden, New York City, New York, SUA | Retained WBA Inter-Continental heavyweight title                                                   |
| 33   | Victorie   | 32–1             | Paea Wolfgramm      | KO  | 1 (12), 1:30  | 18 Mar 2000        | Alsterdorfer Sporthalle, Hamburg, Germania          | Won vacant WBC International heavyweight title                                                     |
| 32   | Victorie   | 31–1             | Lajos Eros          | KO  | 2 (12), 2:35  | 4 Dec 1999         | Stadionsporthalle, Hanover, Germania                | Retained WBA Inter-Continental and European heavyweight titles                                     |
| 31   | Victorie   | 30–1             | Phil Jackson        | KO  | 2 (10), 1:59  | 12 Nov 1999        | The Orleans, Paradise, Nevada, SUA                  | |
| 30   | Victorie   | 29–1             | Axel Schulz         | TKO | 8 (12), 2:42  | 25 Sep 1999        | Kölnarena, Köln, Germania                           | Retained WBA Inter-Continental heavyweight title; Won vacant European heavyweight title            |
| 29   | Victorie   | 28–1             | Joseph Chingangu    | RTD | 4 (12), 3:00  | 17 Jul 1999        | Philips Halle, Düsseldorf, Germania                 | Won vacant WBA Inter-Continental heavyweight title                                                 |
| 28   | Victorie   | 27–1             | Tony LaRosa         | TKO | 1 (10), 2:57  | 22 May 1999        | Sport Palace, Budapesta, Ungaria                    | |
| 27   | Victorie   | 26–1             | Everett Martin      | TKO | 8 (8)         | 24 Apr 1999        | Kronebau, München, Germania                         | |
| 26   | Victorie   | 25–1             | Zoran Vujicic       | KO  | 1 (8), 1:02   | 13 Feb 1999        | Maritim Hotel, Stuttgart, Germania                  | |
| 25   | Înfrângere | 24–1             | Ross Puritty        | TKO | 11 (12), 0:18 | 5 Dec 1998         | Palace of Sports, Kiev, Ucraina                     | Lost WBC International heavyweight title                                                           |
| 24   | Victorie   | 24–0             | Donnell Wingfield   | KO  | 1 (8)         | 14 Nov 1998        | Kronebau, München, Germania                         | |
| 23   | Victorie   | 23–0             | Eli Dixon           | KO  | 3 (10), 2:26  | 3 Oct 1998         | Prinz-Garden Halle, Augsburg, Germania              | |
| 22   | Victorie   | 22–0             | Steve Pannell       | KO  | 2 (10)        | 19 Sep 1998        | Arena Oberhausen, Oberhausen, Germania              | |
| 21   | Victorie   | 21–0             | Carlos Monroe       | TKO | 6 (10), 2:28  | 6 Aug 1998         | Grand Casino Avoyelles, Marksville, Louisiana, SUA  | |
| 20   | Victorie   | 20–0             | Najee Shaheed       | KO  | 1 (12)        | 10 Jul 1998        | Kronebau, München, Germania                         | Retained WBC International heavyweight title                                                       |
| 19   | Victorie   | 19–0             | Cody Koch           | KO  | 4 (12)        | 23 May 1998        | Oberrheinhalle, Offenburg, Germania                 | Retained WBC International heavyweight title                                                       |
| 18   | Victorie   | 18–0             | Everett Martin      | TKO | 8             | 13 Mar 1998        | Sporthalle Wandsbek, Hamburg, Germania              | |
| 17   | Victorie   | 17–0             | Marcus McIntyre     | KO  | 3 (12)        | 14 Feb 1998        | Maritim Hotel, Stuttgart, Germania                  | Won vacant WBC International heavyweight title                                                     |
| 16   | Victorie   | 16–0             | Derrick Lampkins    | TKO | 1 (8)         | 20 Dec 1997        | Oberrheinhalle, Offenburg, Germania                 | |
| 15   | Victorie   | 15–0             | Ladislav Husarik    | TKO | 3 (8)         | 13 Dec 1997        | Alsterdorfer Sporthalle, Hamburg, Germania          | |
| 14   | Victorie   | 14–0             | Jerry Halstead      | TKO | 2 (8)         | 6 Dec 1997         | Stadthalle, Offenbach am Main, Germania             | |
| 13   | Victorie   | 13–0             | Marcos González     | KO  | 2 (8)         | 11 Oct 1997        | Stadthalle, Cottbus, Germania                       | |
| 12   | Victorie   | 12–0             | James Pritchard     | TKO | 3 (8)         | 20 Sep 1997        | Tivoli Eissporthalle, Aachen, Germania              | |
| 11   | Victorie   | 11–0             | Biko Botowamungu    | DQ  | 5 (8), 0:02   | 23 Aug 1997        | Maritim Hotel, Stuttgart, Germania                  | Botowamungu disqualified after his cornermen refused to leave the ring                             |
| 10   | Victorie   | 10–0             | Gilberto Williamson | TKO | 3 (8)         | 12 Jul 1997        | Berlet-Halle, Hagen, Germania                       | |
| 9    | Victorie   | 9–0              | Salvador Maciel     | KO  | 1 (8)         | 27 Jun 1997        | Oberrheinhalle, Offenburg, Germania                 | |
| 8    | Victorie   | 8–0              | Paul Ashley         | KO  | 2 (8), 1:25   | 13 Jun 1997        | Arena Oberhausen, Oberhausen, Germania              | |
| 7    | Victorie   | 7–0              | Mark Wills          | KO  | 1 (8), 2:58   | 10 May 1997        | Ballsporthalle, Frankfurt, Germania                 | |
| 6    | Victorie   | 6–0              | Mark Young          | RTD | 2 (6), 3:00   | 12 Apr 1997        | Eurogress, Aachen, Germania                         | |
| 5    | Victorie   | 5–0              | Carlos Monroe       | DQ  | 6 (6), 0:34   | 15 Feb 1997        | Stadthalle, Cottbus, Germania                       | Monroe disqualified for a headbutt                                                                 |
| 4    | Victorie   | 4–0              | Troy Weida          | TKO | 3 (6), 0:36   | 25 Jan 1997        | Maritim Hotel, Stuttgart, Germania                  | |
| 3    | Victorie   | 3–0              | Bill Corrigan       | TKO | 1 (4), 1:21   | 21 Dec 1996        | Zoo-Gesellschaftshaus, Frankfurt, Germania          | |
| 2    | Victorie   | 2–0              | Exum Speight        | TKO | 2 (4), 1:54   | 30 Nov 1996        | Arena Nova, Wiener Neustadt, Austria                | |
| 1    | Victorie   | 1–0              | Fabian Meza         | KO  | 1 (4), 1:35   | 16 Nov 1996        | Sporthalle Wandsbek, Hamburg, Germania              | Professional debut                                                                                 |